# Palazzo Sanfelice di Monteforte

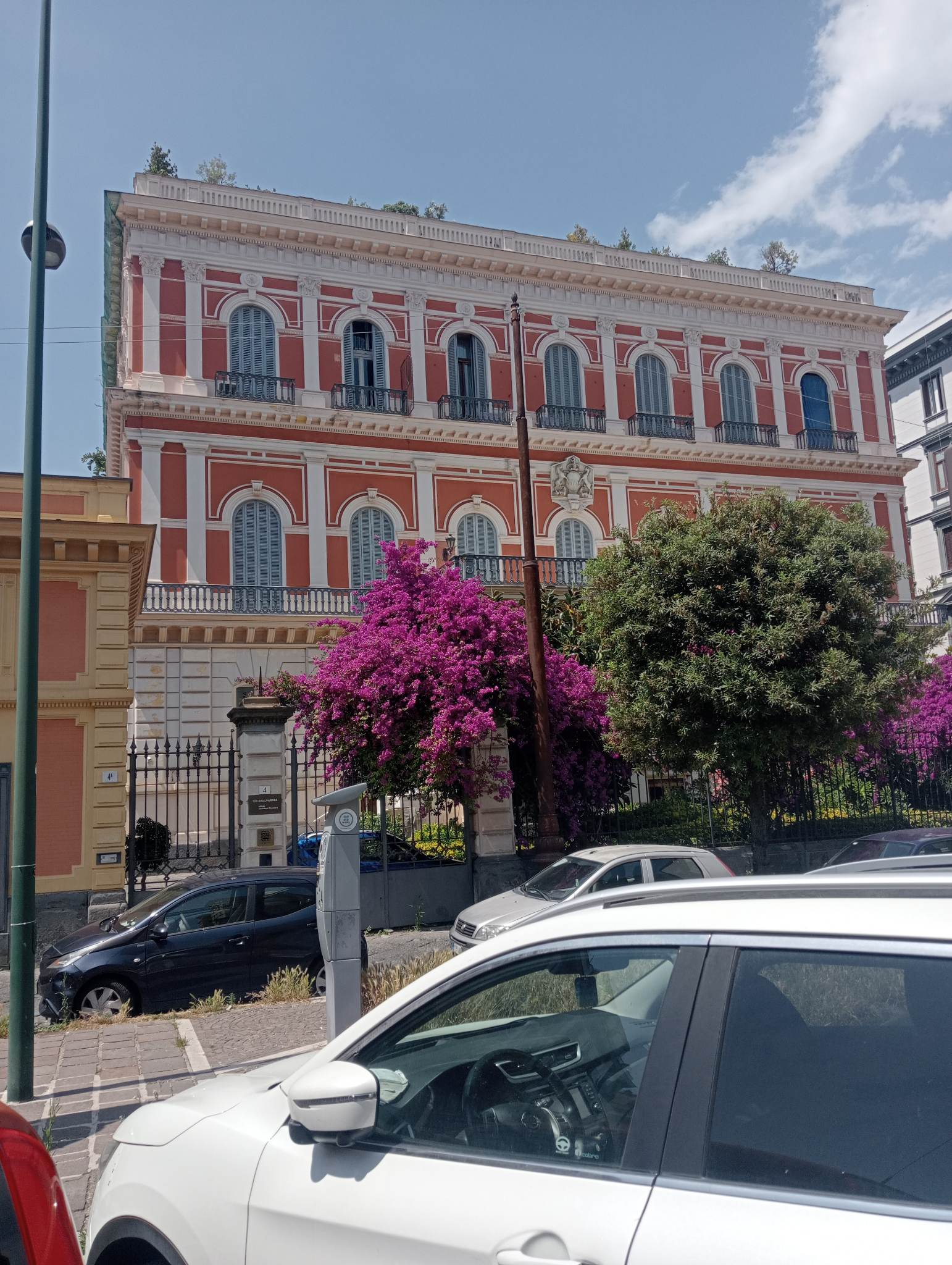
Palazzo Sanfelice di Monteforte in Neapel, Fassade zu Via Antonio Gramsci.

Der Palazzo Sanfelice di Monteforte ist ein Palast aus dem 19. Jahrhundert im Viertel Chiaia in Neapel in der italienischen Region Kampanien. Er liegt an der Riviera di Chiaia, 9A.

## Geschichte
Der Herzog Tommaso di Savoia-Genova beauftragte den Architekten Augusto Guidini aus dem Tessin in der zweiten Hälfte der 1870er-Jahre mit dem Bau des Palastes, der eigentlich eine imposante Villa ist. Der Türstopper an der Eingangstüre am Viale Antonio Grasci gibt das Jahr 1879 an, sodass man annimmt, dass dies das Jahr der Fertigstellung des Gebäudes ist.

## Beschreibung
Eine Zeichnung des ursprünglichen Projektes zeigt, dass das Gebäude im Laufe der Arbeiten eine vollkommen andere Form und vollkommen andere Dimensionen als ursprünglich geplant annahm. Außerdem ist dies der einzige Palast am heutigen Viale Antonio Gramsci, der sein Grundstück nicht zur Gänze ausfüllt. Tatsächlich erhebt er sich in der Mitte des Grundstücks und ist von einem kleinen Garten umgeben, an dessen Seiten es vier kleine, rechteckige Gebäude gibt, die ursprünglich unterschiedlichen Zwecken dienten: Als Voliere, Gewächshaus, Gärtnerhaus und Wächterhaus. Später kaufte die Familie Sanfelice di Monteforte das Anwesen; ihr Wappen kann man an der Fassade zur Riviera di Chiaia sehen. Das Wappen an der Fassade zum Viale Antonio Gramsci wurde als dasjenige der Familie Ruffo identifiziert, was vermutlich auf eine Heirat zwischen den beiden Familien zurückzuführen ist.
Der klassizistische Palast, der von Bäumen umgeben ist, zeigt ein mit Bossenwerk versehenes Erdgeschoss und zwei Obergeschosse, die durch Pilaster geteilt sind, die die Balkone einrahmen, die alle mit Rundbögen versehen sind. Das erste Obergeschoss dagegen besitzt einen Balkon, der rund um das gesamte Gebäude verläuft, während das zweite Obergeschoss Einzelbalkone hat. Das Dachgeschoss verfügt über von der Straße zurückversetzte Fronten mit breiten Eckterrassen. Im Inneren des Gebäudes befindet sich die wertvolle Ehrentreppe mit zwei dorischen Säulen aus Carraramarmor davor; sie hat einen zentralen Zug, gefolgt von zwei symmetrischen Zügen dahinter. Die Decke des Treppenhauses hat ein Dach aus Glas und Eisen. Die Wohnräume bestehen aus mehreren Zimmern mit Temperaverzierungen in eklektischem Stil.